# Lambeosaure
El lambeosaure (Lambeosaurus) és un gènere de dinosaure hadrosàurid que va viure fa entre 76 i 75 milions d'anys, al Cretaci superior (Campanià). Aquest herbívor es coneix per restes fòssils trobades a Nord-amèrica. S'han anomenat diverses espècies, d'Alberta (Canadà), i Montana (EUA).